# Columbario

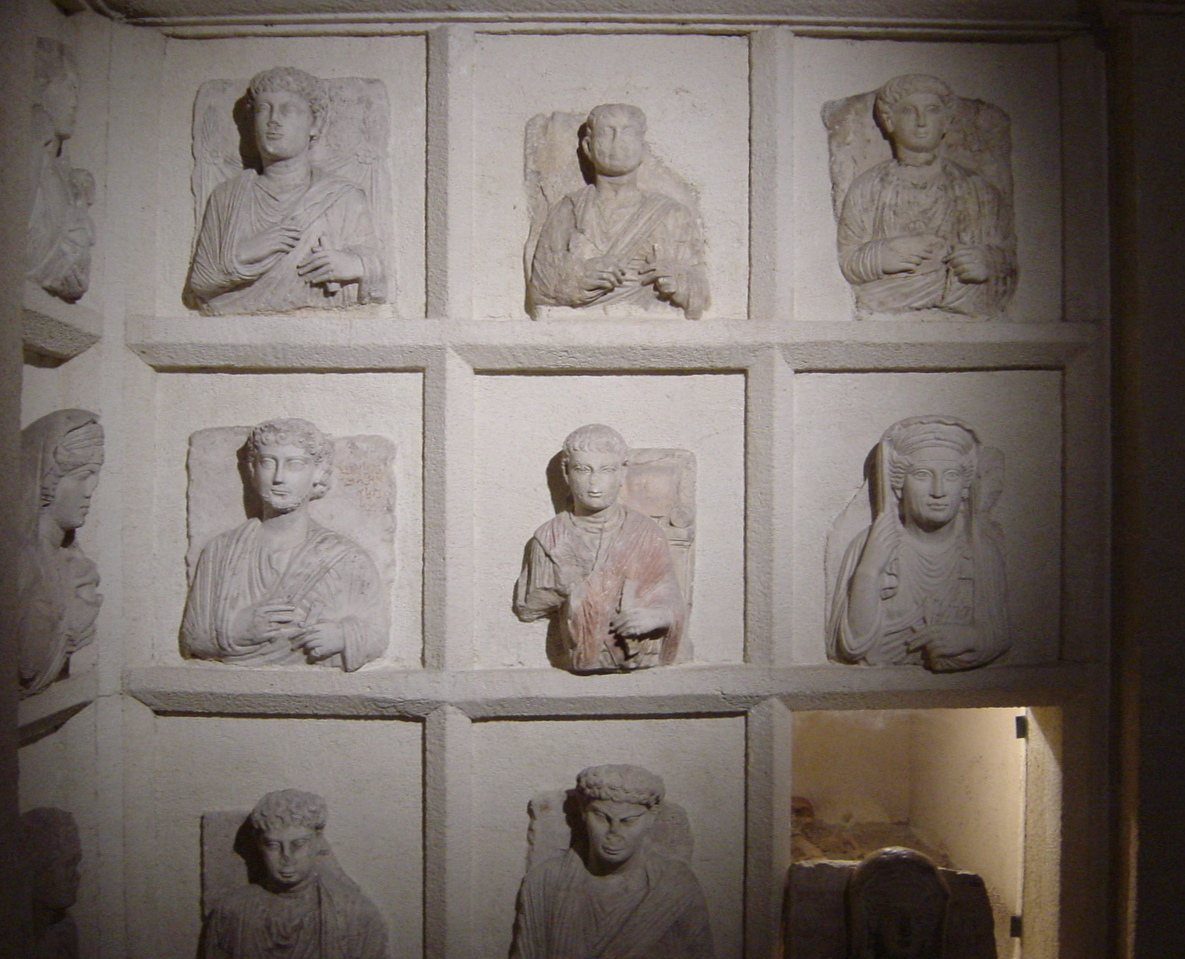
Columbario fúnebre de Palmira, época romana.

Se da el nombre de columbario a la estructura con pequeños nichos interiores destinados a alojar las urnas cinerarias que contienen las cenizas de difuntos incinerados. Su nombre procede de los sepulcros familiares de los romanos. La palabra columbarium significa propiamente ‘palomar’ y de su similitud con los palomares proviene este término.
En la antigua Roma, estos sepulcros colectivos fueron ordinariamente de forma cuadrangular, con partes salientes sobre cada frente, las unas cuadradas y las otras en hemiciclo. En el interior de las paredes se encontraban una multitud de pequeños nichos de forma semicircular, y redondeados a manera de bóveda en la parte superior, exactamente como los nichos de un palomar. Estos nichos estaban dispuestos en líneas horizontales, separadas por un cimacio. El número de los pisos difería según la altura de las bóvedas, pero era muchas veces de ocho o nueve. En este caso, encima de las cinco primeras hileras, dominaba un ancho entablamento, formando galería, para facilitar la aproximación de los nichos más elevados. Cada nicho contenía una y algunas veces dos urnas cinerarias embutidas hasta su orificio en sentido opuesto desde la entrada del nicho. Una plancha de mármol, sobre la cual estaban grabados el nombre y la cualidad del muerto, se fijaba por dos clavos de hierro o de acero encima del nicho. Con frecuencia las tumbas de este género, notables exteriormente por sus vastas proporciones, se distinguían en el interior por una ornamentación lujosa, por el mármol que se extendía en el suelo, por el estuco que revestía la bóveda, ricamente pintada o esculpida. 
Roma ofrece a la curiosidad de los viajeros y de los arqueólogos muchos de estos sepulcros comunes, de una conservación perfecta, cuyo descubrimiento es debido a las excavaciones inteligentes en los terrenos situados entre la Puerta Latina y la Puerta Capena. Uno de los más conocidos es el Columbario de Pomponio Hilas.
Muchos crematorios modernos suelen tener un columbario anexo.